# Киселёв, Виктор Петрович
Виктор Петрович Киселёв (31 января 1895, Москва — 25 мая 1984, Москва) — русский советский художник, представитель конструктивистского направления.

## Биография
В 1917 окончил МУЖВЗ. Работал в Рязанских государственных свободных художественных мастерских (РГСХМ).

19 апреля 1919 перед рязанскими губпросовцами рассуждал о «конце искусства»: 

«Искусство — живопись и скульптура — должно быть утилитарно и органически связано с архитектурой… Живописцы и скульпторы в своем воспитании в искусстве должны быть поставлены ближе к технике… Скульптура есть всякая форма […] но лучше, когда она утилитарна… Век картин прошел и на искусство нужно смотреть с той точки зрения, что оно было и прогрессирует, пока не дойдет до конца и не будет иметь исключительно утилитарного применения».

Манифест образования: 

«Моя задача воспитывать в мастерской учащихся в духе профессионализма тех родов искусств, который изберет себе учащийся и чувстве коллективной работы, создать творца-композитора, а в крайнем случае, мастера-оркестранта. Работа должна вестись над преодолением материалов: красок, холста, железа, дерева, стен; изучение материалов, понимание форм в связи с материалом, исследование форм новых и вечное развитие стремления вперед. Характер мастерской прикладной, монументально-декоративный. Срок курсов — трехгодичный».

Либо непосредственно перед назначением в РГСХМ, либо после отъезда из Рязани В. П. Киселёв принимал участие в работе над памятником В. И. Сурикову, спроектированным скульптором П. И. Бромирским в виде ангела с мечом в руках. По воспоминаниям Л. Ф. Жегина, «вся техническая часть работы — он ковался из толстого листового железа — лежала на Киселёве».
Киселёв стремился придать своей мастерской профиль монументальной: мысли о связи архитектуры, скульптуры и живописи; объединяющей линии, ведущей от изобразительности к конструктивизму и далее к производственному искусству.
Умер в 1984 году. Похоронен на Хованском кладбище.